# Tweede Kamerverkiezingen 1972/Kandidatenlijst/Nieuwe Roomse Partij
Dit is de kandidatenlijst voor de Tweede Kamerverkiezingen 1972 van de Nieuwe Roomse Partij (NRP). De partij deed alleen mee in kieskring VI ('s-Gravenhage).

## De lijst
1. Tine Cuijpers-Boumans - 183 stemmen
2. F.H.M. Scheffer - 22
3. Maria Christina Schretlen - 31

PvdA · KVP · VVD · ARP · D'66 · CHU · DS'70 · CPN · SGP · PPR · GPV · PSP · DMP · NMP · Boerenpartij · RKPN · Partij van het Recht · Anti-Woningnood Aktie · Lijst 17 (kieskringen X en XI) · Nieuwe Roomse Partij